# Wolfgang Amadeus Phoenix
Wolfgang Amadeus Phoenix è il quarto album della band rock francese Phoenix, pubblicato in Europa il 25 maggio 2009.

## Il disco
Il 31 gennaio 2010 l'album si aggiudica un Grammy come Miglior Alternative Music Album

## Tracce
1. Lisztomania – 4:08
2. 1901 – 3:18
3. Fences – 3:50
4. Love Like a Sunset Part I – 5:39
5. Love Like a Sunset Part II – 1:57
6. Lasso – 2:50
7. Rome – 4:49
8. Countdown (Sick For The Big Sun) – 4:00
9. Girlfriend – 3:24
10. Armistice – 3:06

## Formazione
- Thomas Mars - voce
- Laurent Brancowitz - chitarra, tastiera e voce secondaria
- Deck D'Arcy - basso, tastiera e voce secondaria
- Christian Mazzalai - chitarra e voce secondaria

## Singoli estratti
1. 1901 23 febbraio 2009
2. Lisztomania 7 luglio 2009
3. Lasso 2009